# Благой Кралев
Благой Кралев е български революционер, деец на Вътрешната македонска революционна организация.

## Биография
Роден е през 1906 година в Щип или в Куманово. Влиза във ВМРО. През 1927 година тройка на организацията, в състав Илия Лилинков, съгражданина му Ипократ Развигоров и Благой Кралев провежда наказателната акция на ВМРО срещу сръбския генерал Михайло Ковачевич - убит на 5 октомври в Щип. Тримата напускат Щип, но на 8 октомври са предадени от турчин край Калаузлия и Кралев е заловен, а на 9 октомври Лилинков и Развигоров са открити от сръбските войски в пещера в планината Плачковица и се самоубиват. Кралев е принуден с мъчения да говори и се превръща в обвинител на ВМРО, като ВМРО отрича обвиненията. По негови показания са заловени много дейци на ВМРО и се започнати съдебни процеси. След като го използват напълно, властите разстрелват Кралев през януари 1929 година.